# Chomęciska Duże-Kolonia
Chomęciska Duże-Kolonia [pronunciación en polaco: /xɔmɛnˈt͡ɕiska ˈduʐɛ kɔˈlɔɲa/] es un pueblo en el distrito administrativo de Gmina Stary Zamość, dentro del Distrito de Zamość, Voivodato de Lublin, en el este de Polonia.